# Nou mesos (pel·lícula de 1976)
Nou mesos (títol original: Kilenc hónap) és una pel·lícula hongaresa de 1976 dirigida per Márta Mészáros. S'ha subtitulat al català.

## Sinopsi
Una noia d'un petit poble arriba a la ciutat per treballar en una fàbrica. El capatàs del lloc s'hi fixa, però al principi la noia rebutja les seves proposicions.

## Repartiment
- Lili Monori: Juli Kovács
- Jan Nowicki: János Bognár
- Djoko Rosic: István Hajnóczi
- Katalin Berek: mare d'en Juli
- Gyöngyvér Vigh

## Premis i reconeixements
- Premi FIPRESCI del Festival de Canes de 1977